# كانتا كاجياما
كانتا كاجياما (باليابانية: 梶山 幹太) (24 أبريل 1998 في نيغاتا في اليابان – )؛ هو لاعب كرة قدم كان يلعب كلاعب وسط.

## وصلات خارجية
- كانتا كاجياما على موقع رابطة كرة القدم اليابانية للمحترفين (اليابانية)
- كانتا كاجياما على موقع قاعدة بيانات كرة القدم.إي يو (الإنجليزية)
- كانتا كاجياما على موقع Soccerway.com (الإنجليزية)
- كانتا كاجياما على موقع عالم كرة القدم.نت (الإنجليزية)